# Девятко, Владимир Григорьевич
Девятко Владимир Григорьевич (31 мая 1931, Староселье — 1993) — бригадир забойщиков шахты Норильского горнометаллургического комбината, бригадир ГРОЗ шахты «Распадская», Герой Социалистического Труда.

## Биография
Родился 31 мая 1931 года в селе Староселье, Житомирская область, Украинская ССР. Окончив ремесленное училище, работал на шахте Донбасса машинистом электровоза, комбайнёром на УКТ — комбайне для тонких пластов. Слава пришла к В. Г. Девятко, когда он переехал в г. Норильск и возглавил бригаду забойщиков. За выдающиеся заслуги в выполнении заданий по увеличению производства цветных металлов и достижение высоких технико-экономических показателей на Норильском ордена Ленина горнометаллургическом комбинате Президиум Верховного Совета СССР Указом от 4 декабря 1965 года присвоил звание Героя Социалистического Труда.
В 1971 году В. Г. Девятко вместе с коллегами из своей бригады переезжает в г. Междуреченск, а с 1973 года продолжает свою трудовую деятельность на ещё строящейся шахте «Распадская». После открытия шахты бригада В. Г. Девятко становится основной очистной бригадой на участке № 2 и добивается всесоюзных рекордов суточной нагрузки на крепь — по 8—9 тыс. тонн, устанавливает всекузбасское достижение месячной нагрузки — 148 тыс. тонн. Эта бригада применила новый метод подачи бетона с поверхности — по скважинам непосредственно в шахту. В 1975 году бригада Девятко В. Г. вошла в число семнадцати лучших кузбасских бригад, добывших за год по полмиллиона тонн угля. В честь 30-летия Победы над фашистской Германией выдала пять с половиной тысяч тонн угля в сутки, в честь Дня защиты детей, 1 июня 1975 года, — свыше шести тысяч тонн, в честь Дня шахтера того же года — шесть с половиной тысяч тонн. Так родилась традиция: все знаменательные даты отмечать трудовыми успехами. В 1978 году ими устанавливается новый рекорд бригада первой в Кузбассе и бассейне добывает миллион тонн угля за год.

## Награды
- Медаль «Серп и Молот» (1965);
- Орден Ленина (1965);
- Орден Трудового Красного Знамени;
- Государственная премия СССР;
- Золотая медаль ВДНХ;
- Знак «Шахтёрская слава» трёх степеней;
- Почётный шахтёр СССР;
- Почётный гражданин г. Междуреченска.